# 上海工商外国语职业学院
上海工商外国语职业学院是位於中華人民共和國上海市浦東新區惠南鎮觀海路的一所民办高等职業院校，成立于2001年。該校為董事會領導下的院長負責制。中華人民共和國教育部前副部長周遠清曾經擔任該校顧問。

## 外部連結
- 官方网站